# Ludwik Ziembicki
Ludwik Ziembicki (ur. 29 stycznia 1898 w Czerniowcach, zm. 25 kwietnia 1985 w Chislehurst) – komandor porucznik Marynarki Wojennej II RP, komandor Polskiej Marynarki Wojennej.

## Życiorys
Urodził się 29 stycznia 1898 w Czerniowcach. Podczas I wojny światowej został absolwentem uczelni C. K. Marynarki Wojennej Marineakademie. Po odzyskaniu przez Polskę niepodległości, jako były oficer c. i k. armii został przyjęty do Wojska Polskiego i zatwierdzony w stopniu podporucznika ze starszeństwem z dniem 1 lipca 1917. Z dniem 15 marca 1919 został przydzielony do Portu Wojennego Modlin. Od końca 1919 służył u boku por. mar. inż. Fryderyka Dyrny, kierownika nadzoru remontu sześciu poniemieckich torpedowców w Rosyth. Jesienią 1920 został przeniesiony z Sekcji Marynarki do Pułku Morskiego (funkcjonującym od lipca do grudnia 1920), w którym był dowódcą I batalionu. Z dniem 1 kwietnia 1921 został zatwierdzony w stopniu porucznika marynarki artylerii ze starszeństwem z dniem 1 czerwca 1919. W ramach Flotylli Pińskiej w 1923 był komendantem uzbrojonego statku minowego, a w 1924 dowódcą monitora „Warszawa” w II grupie monitorów. W 1926 został awansowany na stopień kapitana marynarki artylerii ze starszeństwem z dniem 15 sierpnia 1924. W 1928 był przydzielony do Dowództwa Floty w Gdyni, zaś w tym roku ze sztabu DF został wyznaczony na dowódcę ORP Rybitwa. W 1928 był także dowódcą ORP Komendant Piłsudski i Grupy Kanonierek. Jesienią 1928 został przeniesiony z DF do Kierownictwa Marynarki Wojennej na stanowisko kierownika referatu. Od 1928 do 1929 był dowódcą ORP Podhalanin. Od listopada 1930 do połowy marca 1931 odbywał Oficerski Kurs Taktyczny. W styczniu 1931 został przeniesiony z KMW do DF i pozostawał tam w 1932. W 1932 został skierowany na 4,5-miesięczny Oficerski Kurs Taktyczny do SPMW. Pod koniec 1932 ze stanowiska zastępcy dowódcy ORP Mazur przeniesiono go na funkcję oficera artylerii do sztabu DF. Od 1932 do 1933 był dowódcą ORP Mazur. Został awansowany na stopień komandora podporucznika ze starszeństwem z dniem 1 stycznia 1933. Od 23 czerwca 1935 do czerwca 1936 był dowódcą ORP Wicher. W lipcu 1935 został przeniesiony ze sztabu DF do Dywizjonu Kontrtorpedowców. Od czerwca 1936 do września 1939 zajmował stanowisko szefa artylerii i służby uzbrojenia w KMW. W tym okresie został awansowany na stopień komandora porucznika ze starszeństwem z dniem 19 marca 1938. Był encyklopedystą. Został wymieniony w gronie edytorów ośmiotomowej Encyklopedii wojskowej wydanej w latach 1931–1939 gdzie zredagował hasła związane z marynarką i artylerią morską. Wchodził w skład komitetu redakcyjnego tej encyklopedii .
Po wybuchu II wojny światowej przedostał się na Zachód przez Węgry i Francję i tam pod koniec 1939 był w składzie Korpusu Morskiego Polskiej Marynarki Wojennej. Od 25 listopada do 18 grudnia 1939 jako tymczasowy komandor porucznik, a od 19 grudnia 1939 do 18 stycznia 1940 jako komandor porucznik był komendantem Szkoły Podchorążych Marynarki Wojennej (SPMW), mieszczącej się na ORP Gdynia. Od 20 stycznia do lutego 1940 był zastępcą Komendanta Uzupełnień Floty, a od 19 listopada 1940 do 22 września 1942 sam sprawował stanowisko Komendanta Uzupełnień Floty. Od 14 lutego do czerwca 1940 jako tymczasowy komandor podporucznik pełnił funkcję komendantem Szkoły Specjalistów Morskich (SSM) na ORP Gdynia. Od 5 czerwca do 9 grudnia 1940 był komendantem Centrum Wyszkolenia Specjalistów Floty (CWSF). Od 22 września 1942 do 29 marca 1943 był kierownikiem Samodzielnego Referatu Organizacyjno-Wyszkoleniowego. Od 19 września do 29 grudnia 1943 był komendantem Komendy Morskiej „Północ” w Greenock i jednocześnie dowódcą 1 Dywizjonu Kontrtorpedowców. Od 30 grudnia 1943 do 1945 był oficerem łącznikowym MW przy Sztabie Naczelnego Wodza. Już po zakończeniu wojny został awansowany na stopień komandora ze starszeństwem z dniem 2 grudnia 1946.
Pozostał na emigracji w Wielkiej Brytanii. Należał do Koła Lwowian w Londynie. Zamieszkiwał na tzw. polskim Antokolu. Zmarł 25 kwietnia 1985 w Chislehurst, Kent.

## Ordery i odznaczenia
- Złoty Krzyż Zasługi (19 marca 1937)[36]